# بل نغين (للر وكتك)
بل نغين (بالفارسية: پل نگین) هي منطقة سكنية تقع في إيران في قسم للر وكتك الريفي. يقدر عدد سكانها بـ 186 نسمة .